# Leuce
Leuce (en grec antic Λευκή, ‘Blanca’) és una nimfa de la mitologia grega, considerada la més bella entre les filles d'Oceà i de Tetis. Segons el relat mític, Hades es va enamorar d'ella i la va raptar, portant-la al món subterrani. Tot i això, com que Leuce no era immortal, amb el pas del temps va morir. Per commemorar-la i fer-la eterna, Hades la va transformar en un àlber blanc, arbre que va créixer als Camps Elisis. Segons la tradició, Hèracles va utilitzar les fulles d'aquest arbre per confeccionar-se una corona quan va tornar de l'Hades després d'haver superat un dels seus treballs. L'erudit Servi assenyala que les fulles de l'àlber tenen dues cares, una blanca i una fosca, simbolitzant així la dualitat dels treballs d'Hèracles, que es desenvolupen tant en el món dels vius com en l'inframón.
Leuce és també el nom de l'illa de les Serps o illa Blanca, situada a la desembocadura del Danubi.